# Liste der Straßen und Plätze in Berlin-Mariendorf

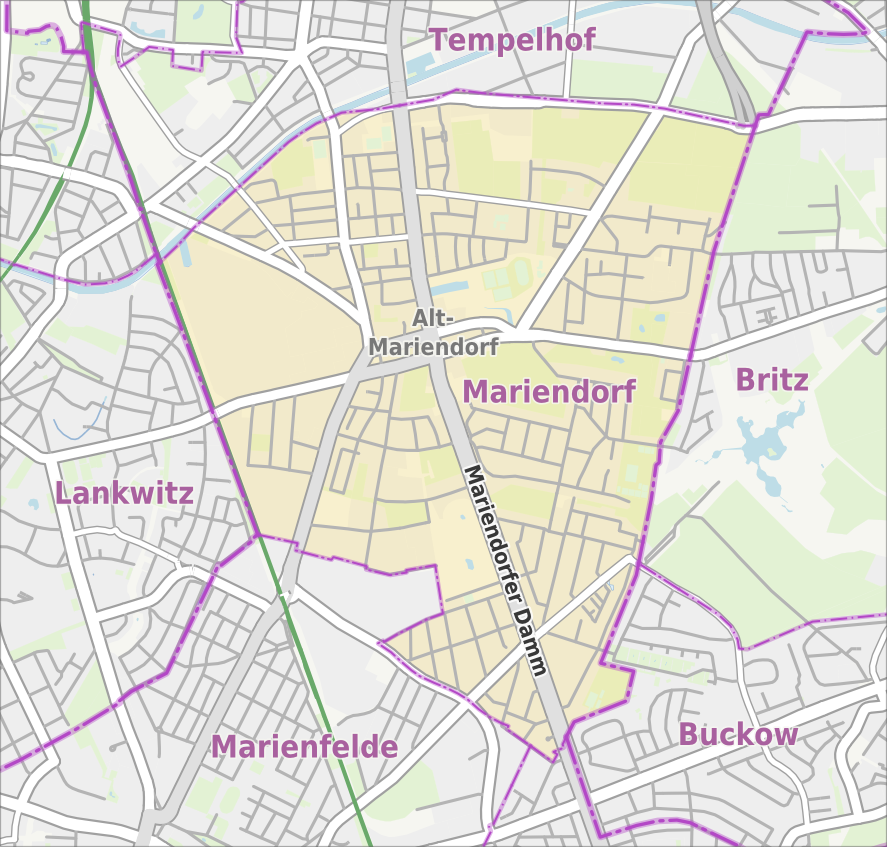
Übersichtskarte von Berlin-Mariendorf

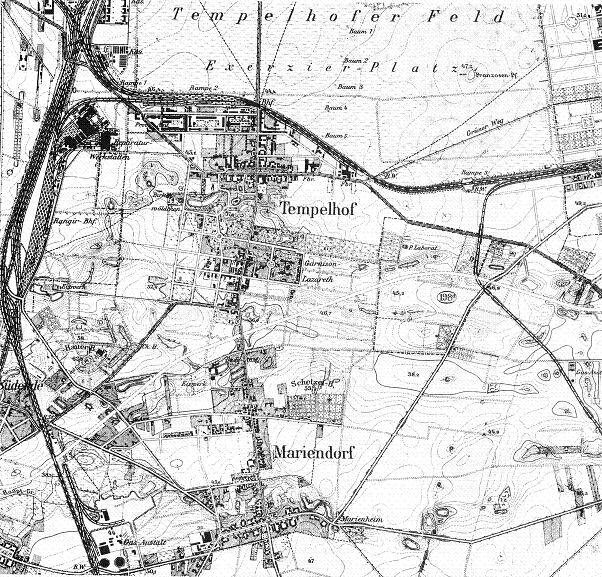
Straßensituation in Mariendorf, 1901

Die Liste der Straßen und Plätze in Berlin-Mariendorf ist eine Übersicht der in dem Berliner Ortsteil Mariendorf im Bezirk Tempelhof-Schöneberg historisch oder gegenwärtig vorhandenen Straßen und Plätze. Gleichzeitig ist diese Zusammenstellung eine der Listen aller Berliner Straßen und Plätze.

## Überblick
Mariendorf hat 53.758 Einwohner (Stand: 31. Dezember 2024) und umfasst die Postleitzahlenbereiche 12105, 12107 und 12109. Der Ortsteil hat laut amtlichem Straßenverzeichnis 145 gewidmete Straßen mit einer Gesamtlänge von 67,5 Kilometern, dabei bleiben Wege in Kolonien und Privatstraßen unbeachtet. Die gesamte Fläche im Bezirk Tempelhof-Schöneberg – in allen sechs Ortsteilen – beträgt 5305 Hektar, darunter Verkehrsfläche 1038 Hektar und davon Straßenverkehr 837 Hektar (Stand: 31. Dezember 2016).
Durch den Ortsteil verlaufen die Bundesstraßen B 96 (Sassnitz – Zittau) und B 101 (Berlin – Aue). Dabei zweigt die nach Großbeeren führende (bis 1920) Teltower Kreis-Chaussee (ab 1932 als Fernverkehrsstraße 101) in Mariendorf von der B 96 (Tempelhof – Lichtenrade) ab. Die Autobahnanschlussstelle Gradestraße führt über die A 102 zur Stadtautobahn und liegt im äußersten Nordosten von Mariendorf.
Die Abfolge der Benennungen der Straßen gibt einen Eindruck von der Besiedlungsfolge im Ortsteil. Neben dem historischen Ortskern um Alt-Mariendorf existierten um 1900 bereits Landstraßen und Ortsverbindungen sowie die zwei Chausseen im Ort. Die erste Namensgebung am 10. Juni 1907 führte zu dem mitunter als „Fürstenviertel“ bezeichneten Gebiet nördlich der alten Siedlung (westlich des Mariendorfer Damms) bis an den gerade entstandenen Teltowkanal. Die Straßennamen sind von Nord nach Süd (von der Markgrafen-, Kurfürsten-, König-, Kaiser- zur Prinzenstraße) im Sinne der Entwicklung der brandenburgischen und preußischen Herrschertitel vergeben. Neben der Kaisertreue wurden so auch ländliche Namen (wie Wiesen-, Feld- und Ackerweg) beseitigt.
Der Teltowkanal brachte die von Tempelhof und Rixdorf (seit 1912: Neukölln) fortschreitende Ansiedlung von Industrie und Gewerbe. Neben den Straßenbenennungen nach Industriellen im Industrie- und Gewerbegebiet entlang der Ring- und Lankwitzer Straße am 23. Mai 1925 ist die Monopolstraße zu nennen. Die hier von 1922 bis 1924 entstandene Monopol-Siedlung sollte die Ansiedlung von Arbeitskräften für die neuen Unternehmen nach der Zeit der Inflation begünstigen.
Am 4. August 1930 wurde eine größere Zahl von zunächst nur mit Nummern bezeichneten Straßen und Wegen im Bereich der Siedlung Daheim nach Alpengipfeln, Gebirgsmassiven und Pässen benannt. Besonders zu nennen sind die Tauernallee und die Furkastraße, sie erschließen das östlich des später so genannten Mariendorfer Damms und südlich der Britzer Straße liegende Gebiet. Ebenfalls am 4. August 1930 wurden die Straßen im Bereich der Säntisstraße westlich des Mariendorfer Damms nach Landmarken in den Alpen benannt.
1931 folgten weitere Namensgebungen nördlich der Britzer Straße, hier nach Orten der Türkei und anschließend – östlich der Rixdorfer Straße – dienten römische Persönlichkeiten als Namensgeber. Nördlich weitergehend bis an die Ullsteinstraße entstanden Kleingartenanlagen mit ihren eigenen Wegebezeichnungen, die nicht als Straßen gelten. Im gesamten östlichen Siedlungsgebiet (bezogen auf den Mariendorfer Damm) stehen vorwiegend Einfamilienhäuser und Doppelhäuser, bei späteren Bebauungsverdichtungen auch Mehrfamilienhäuser. Spätere Namensgebungen von ehemaligen Plannummernstraßen ordnen sich in die Themen der Viertel ein. Westlich der längslaufenden Chausseestraße am alten Ortskern hin wurden vorwiegend Mariendorfer Kommunalpolitiker und andere Persönlichkeiten mit Straßennamen geehrt.
Während der NS-Diktatur wurde 1935 die nach dem deutsch-jüdischen Verlagsgründer Leopold Ullstein benannte Straße in Zastrowstraße umbenannt, die jedoch ihren ursprünglichen Namen im Jahr 1949 zurückerhielt. Nach dem Westfeldzug und der Besetzung Frankreichs im Jahr 1940 wurden rund um den Westphalweg Straßen nach Orten im Elsass (einschließlich im Aachener Gebiet) benannt.
Ebenfalls ein Zeitbeleg ist die 1977 eingerichtete Föttingerzeile auf dem Straßenzug der Daimlerstraße nach der Errichtung von Neubauten quer in Straßenverläufe hinein, wie dies in den 1970er Jahren üblich war.
Im Lesachtal und Lienzer Pfad sind die jüngsten Straßen aus dem Jahr 1999, von denen aus eine Freifläche östlich vom Mariendorfer Damm mit Wohnhäusern bebaut wird. Hier liegt der Zeitbezug in der Wahl des österreichischen Lesachtals zur „Landschaft des Jahres 1995–1996“.

## Übersicht der Straßen und Plätze
Die nachfolgende Tabelle gibt eine Übersicht über die vorhandenen Straßen und Plätze im Ortsteil sowie einige dazugehörige Informationen.
- Name/Lage: aktuelle Bezeichnung der Straße oder des Platzes. Über den Link Lage kann die Straße oder der Platz auf verschiedenen Kartendiensten angezeigt werden. Die Geoposition gibt die Lage der ungefähren Mitte der Straßenlänge an.
- Im amtlichen Straßenverzeichnis nicht aufgeführte Verkehrswege sind mit * gekennzeichnet.
- Ehemalige oder nicht mehr gültige Straßennamen sind kursiv gesetzt. Für bedeutende ehemalige Straßen oder historische Straßennamen ist gegebenenfalls eine gesonderte Liste vorhanden.
- Länge/Maße in Metern:
Die in der Übersicht enthaltenen Längenangaben sind  gerundete Übersichtswerte, die in Google Earth mit dem dortigen Maßstab ermittelt wurden. Sie dienen Vergleichszwecken und werden, sofern amtliche Werte bekannt sind, ausgetauscht und gesondert gekennzeichnet.
Bei Plätzen sind die Maße in der Form a × b für rechteckige Anlagen und für (ungefähr) dreieckige Anlagen als a × b × c mit a als längster Seite angegeben.
Sofern die Straße auch in benachbarte Ortsteile weiterführt, gibt der Zusatz ‚im Ortsteil‘ an, wie lang der Straßenabschnitt innerhalb des Ortsteils dieses Artikels ist.
- Namensherkunft: Ursprung oder Bezug des Namens.
- Anmerkungen: weitere Informationen über anliegende Baudenkmale oder Institutionen, die Geschichte der Straße und historische Bezeichnungen.
- Bild: Foto der Straße oder eines anliegenden Objektes.

| Name/Lage                         | Länge/Maße (in Metern)             | Namensherkunft | Datum der Benennung | Anmerkungen | Bild |
| --------------------------------- | ---------------------------------- | --- | ------------------- | --- | --- |
| Albulaweg (Lage)                  | 0450                               | Albulapass, Alpenpass in der Schweiz | 30. Aug. 1930       | Der Weg wurde als Straße 144 nach dem Bebauungsplan eingerichtet. Er liegt zwischen Tauernallee und Ankogelweg. | Albulaweg |
| Allgäuer Weg (Lage)               | 0160                               | Allgäu, Landschaft des Alpenvorlandes | 1. Nov. 1953        | Als Straße 210 eingerichtet, liegt der Weg zwischen Grüntenstraße und Floningweg. | Berlin-Mariendorf Allgäuer Weg |
| Almweg (Lage)                     | 0080                               | Alm, hochgelegene Bergweide | 1. Feb. 1992        | Als Straße 486 eingerichtet, ist der Almweg eine Stichstraße nördlich vom Hochkalterweg. | Almweg |
| Altes Gaswerk Mariendorf (Lage)   | 0890                               | ehemaliges Gaswerk Mariendorf | 15. Nov. 2015       | Als ehemalige Privatstraße ist sie eine Verbindung zwischen Ringstraße und Lankwitzer Straße. | |
| Alt-Mariendorf (Lage)             | 0950                               | der alte Dorfkern von Mariendorf | 31. Aug. 1949       | Die ursprüngliche Dorfstraße des Angerdorfes ist der westwärts führende nördliche Ast der B 101 und wird in östlicher Richtung durch die Friedenstraße ergänzt. Sie ist eine zweispurige Durchgangsstraße und als Einbahnstraße angelegt. Alt-Mariendorf liegt beidseits des Mariendorfer Damms zwischen Britzer / Rixdorfer / Reißeckstraße und Großbeeren-/ Rathausstraße. Die Dorflage Alt-Mariendorf / Friedenstraße / Mariendorfer Damm steht als Ensemble in der Denkmalsliste. | Alt-Mariendorf 43: Heimatmuseum Tempelhof · Alt-Mariendorf 41                                                                               |
| Am Heidefriedhof (Lage)           | 0170                               | Heidefriedhof Tempelhof | 1. Aug. 1965        | Die Straße liegt zwischen Alt-Mariendorf und Reißeckstraße. Der Heidefriedhof befindet sich am südlichen Ende, er wurde 1952 aus hygienischen Gründen für die 1944/1945 notbestatteten Kriegsopfer, vorwiegend ehemalige Angehörige der Wehrmacht der umliegenden Krankeneinrichtungen, eingerichtet. | Am Heidefriedhof |
| Am Hellespont (Lage)              | 0270                               | Hellespont, antiker Name der Dardanellen zwischen Marmara- und Ägäischem Meer                                                                                 | 1. Feb. 1968        | Als Straße 414 eingerichtet, ist sie eine Stichstraße südlich vom Dardanellenweg. | Am Hellespont |
| An der alten Gärtnerei (Lage)     | 0600                               | Die Straße erstreckt sich über das Gelände der ehemaligen Gärtnerei Hugo Schlosser.                                                                           | 9. Okt. 2020        | Die Straße erschließt das Neubaugebiet Quartier Hugos. Zwei Äste der Straße zweigen von der Britzer Straße ab; der mittlere Teil der Straße bildet einen fast vollständigen Kreis. | An der alten Gärtnerei |
| Andlauer Weg (Lage)               | 0110                               | Andlau, Weinbaustadt im Elsass (Frankreich) | 11. Dez. 1940       | Als Straße 280 eingerichtet, liegt der Weg zwischen Westphalweg und Prühßstraße. | Andlauer Weg |
| Äneasstraße (Lage)                | 0190                               | Äneas, trojanischer Held | 21. Aug. 1931       | Als Straße 274 angelegt, liegt sie zwischen Eisenacher und Didostraße. | Äneasstraße |
| Ankogelweg (Lage)                 | 1050                               | Ankogel, Gipfel der Hohen Tauern | 4. Aug. 1930        | Die als Straße 145 und 155 eingerichteten Straßen wurden zusammengefasst. Der Weg liegt zwischen Quarzweg und Mariendorfer Damm. Das Gelände des Kombibades Mariendorf gehört zum Ortsteil; die östlicher liegende Schule auf dem Grundstück 97 gehört jedoch zu Buckow. | Kombibad im Ankogelweg 95 |
| Birnhornweg (Lage)                | 0770                               | Birnhorn, Berg in den Salzburger Kalkalpen | 4. Aug. 1930        | Als Straße 127 eingerichtet, liegt der Weg zwischen Mariendorfer Damm und Daimlerstraße. Die Straße ist mit Einfamilienhäusern bebaut. | Birnhornweg |
| Blumenweg (Lage)                  | 0280                               | hier vorhanden gewesene Gärtnereien (Blumen) | nach 1909           | Zwischen 1902 und 1910, im Adressbuch von 1908 aufgeführt, hieß der Weg Blumenstraße. Er liegt zwischen Ring- und Gersdorfstraße in Verlängerung der Königstraße als Ausnahme im ,Fürstenviertel’. | Blumenweg |
| Bösensteinweg (Lage)              | 0200                               | Bösenstein, Berg in Österreich (Niedere Tauern) | 4. Aug. 1930        | Als Straße 134a angelegt, liegt der Weg zwischen Grimmingweg und Säntisstraße. | Bösensteinweg |
| Bosporusstraße (Lage)             | 0230                               | Bosporus, Meeresstraße zwischen Europa und Asien | 21. Aug. 1931       | Sie liegt zwischen Marmaraweg und Goldenes Horn. Am 13. Februar 1957 kam der Abschnitt über Goldenes Horn hinaus hinzu. | Bosporusstraße |
| Britzer Straße (Lage)             | 1040                               | Britz, östlicher Nachbarort | 14. Apr. 1904       | Der seit dem 19. Jahrhundert die Verbindung in den Nachbarort bildende Britzer Weg wurde mit der Befestigung zur „Straße“ erhoben. Die verkehrsreiche Verbindungsstraße ist mit Wohnblocks und Einfamilienhäusern bebaut, die durch Parks und Kleingartenanlagen ergänzt werden. | Britzer Straße · Berlin-Mariendorf Britzer Straße                                                                                           |
| Brussaer Weg (Lage)               | 0340                               | Brussa, Provinzhauptstadt im Nordwesten der Türkei | 20. Apr. 1937       | Als Straße 217 eingerichtet, liegt der Weg zwischen Imbrosweg und Britzer Straße, zu der keine Ausfahrt besteht. | Brussaer Weg |
| Buchsteinweg (Lage)               | 0390                               | Buchstein, zwei Berge in den Ennstaler Alpen (Österreich) | 4. Aug. 1930        | Als Straße 126 eingerichtet, liegt der Weg zwischen Titlisweg und als Sackgasse zur Säntisstraße, zu der ein Fußweg führt. | Buchsteinweg |
| Cantorsteig (Lage)                | 0140                               | Georg Cantor (1845–1918), Mathematiker | 21. Aug. 1931       | Als Straße 7 angelegt, liegt der Steig zwischen König- und Kaiserstraße. | Cantorsteig · Cantorsteig, Richtung Kaiserstraße                                                                                            |
| Catostraße (Lage)                 | 0160                               | Cato (234–149 v. Chr.), römischer Politiker und Schriftsteller                                                                                                | 4. Aug. 1930        | Als Straße 235 eingerichtet, liegt sie zwischen Liviusstraße und Horazweg (jeweils als Sackgasse). | Catostraße |
| Dachsteinweg (Lage)               | 0230                               | Dachstein, Kalkhochplateau in den Nördlichen Kalkalpen (Österreich)                                                                                           | 4. Aug. 1930        | Als Straße 164 eingerichtet, liegt der Weg zwischen Klausenpaß und Tauernallee. | Berlin-Mariendorf Dachsteinweg |
| Daimlerstraße (Lage)              | 0640 nur Nordseite                 | Gottlieb Daimler (1834–1900), Ingenieur und Unternehmer | 23. März 1925       | Als Straße 130 eingerichtet, liegt sie zwischen Säntis- und Großbeerenstraße. 1929 führte sie zur Säntisstraße und wurde 1938 zur Kettinger Straße verlängert. Mit der Errichtung der anliegenden Wohnbauten wurde am 1. Juli 1977 die Daimlerstraße zwischen Grimmingweg und Kettinger Straße in Föttinger Zeile umbenannt. Die Ortsteilgrenze liegt entlang dem nördlichen Straßenrand an der Grundstücksgrenze zwischen Titlisweg und Säntisstraße. | Daimlerstraße |
| Dardanellenweg (Lage)             | 0820                               | Dardanellen, Meerenge zwischen Marmarameer und Ägäischem Meer                                                                                                 | 21. Aug. 1931       | Der Weg liegt zwischen Rixdorfer und Plautusstraße und setzt sich als Ingrid-Rabe-Straße fort. Die Straßen Westphal-, Dirschel- und Dardanellenweg waren früher ein durchgängiger Straßenzug. | Daranellenweg |
| Dederingstraße (Lage)             | 0440                               | Dedering, ein Mariendorfer Bauerngeschlecht im 18. Jahrhundert                                                                                                | 4. Aug. 1930        | Als Straße 79 eingerichtet, liegt sie zwischen Lankwitzer und Kitzingstraße. | Dederingstraße |
| Didostraße (Lage)                 | 0220                               | Dido, phönizische Prinzessin. Sie wurde in Karthago von Äneas aufgenommen.                                                                                    | 21. Aug. 1931       | Als Straße 275 eingerichtet, liegt sie zwischen Eisenacher Straße und Dirschelweg. | Didostraße |
| Dirschelweg (Lage)                | 0100                               | Andreas Dirschel (1702–1761), Mariendorfer Pfarrer von 1743 bis 1761                                                                                          | 1. Nov. 1953        | Er liegt zwischen Rixdorfer Straße und Didostraße. Der Westphalweg zwischen Rixdorfer Straße und Didostraße wurde 1953 in Dirschelweg umbenannt. | Dirschelweg |
| Einödshoferweg (Lage)             | 0110                               | Julius Einödshofer (1863–1930), Komponist und Kapellmeister                                                                                                   | 21. Aug. 1931       | Der Weg liegt zwischen Eisenacher Straße und Teikeweg. | Einödshoferweg |
| Eisenacher Straße (Lage)          | 1120                               | Eisenach, Stadt in Thüringen | 10. Juni 1907       | Der Straßenzug hieß vor 1905 Feldstraße, bei der Benennung der Kurfürstenstraße wurde deren (östlicher) Ast zwischen Mariendorfer Damm und Rixdorfer Straße nach der damaligen herzoglichen Residenz- sowie Tagungs- und Kongressstadt benannt. Hier befindet sich der Eingang zum Evangelischen Friedhof „Zum Heiligen Kreuz“, der im Besitz der Kreuzberger gleichnamigen Kirche ist. | Eingang zum Evangelischen Friedhof |
| Faulhornweg (Lage)                | 0240                               | Faulhorn, Berg in den Berner Alpen (Schweiz) | 4. Aug. 1930        | Als Straße 151 eingerichtet, ist der Weg eine Stichstraße nördlich vom Albulaweg. | |
| Finkenweg (Lage)                  | 0230                               | Finken, Familie der Singvögel | 22. Jan. 1924       | Der Weg liegt zwischen Monopolstraße und Mariendorfer Damm, ohne Ausfahrt dahin. Die Häuser 1–4 gehören zur denkmalgeschützten Monopol-Siedlung. | Finkenweg |
| Floningweg (Lage)                 | 0780                               | Floning, Berg in der Steiermark (Österreich) | 4. Aug. 1930        | Als Straße 177 und 161 eingerichtet, liegt der Weg zwischen Allgäuer und Pilatusweg. | Berlin-Mariendorf Floningweg |
| Fluchthornweg (Lage)              | 0240                               | Fluchthorn, Berg der Silvrettagruppe (an der Grenze Schweiz–Nordtirol)                                                                                        | 4. Aug. 1930        | Als Straße 133 eingerichtet, liegt der Weg zwischen Mariendorfer Damm und Göllweg. | Fluchthornweg |
| Forddamm (Lage)                   | 0930                               | Henry Ford (1863–1947), Ingenieur und Unternehmer | 13. Feb. 1957       | Vor 1910 als Marienfelder Straße angelegt, liegt der Damm zwischen Alt-Mariendorf und Opelweg. | Forddamm |
| Föttingerzeile (Lage)             | 0370 (im Ortsteil) ohne Südseite   | Hermann Föttinger (1877–1945), Ingenieur | 1. Juli 1977        | Durch die damaligen Wohnbebauungen wurde der ursprüngliche Verlauf der Daimlerstraße beeinflusst und deren Abschnitt zwischen Kettinger Straße und Grimmingweg umbenannt. Die südlichen Grundstücke liegen in Marienfelde (westlicher Teil) und Lichtenrade (östlicher Teil). Die Straße gehört zu Mariendorf und begrenzt eine Eigenheimsiedlung. | Föttingerzeile |
| Freibergstraße (Lage)             | 0420                               | Freiberg ist eine im 16./19. Jahrhundert alteingesessene Mariendorfer Familie.                                                                                | 1. Sep. 1962        | Als Straße 14 eingerichtet, liegt sie zwischen Fritz-Werner- und Körtingstraße. | Freibergstraße |
| Friedenstraße (Lage)              | 0500                               | Friedhof Mariendorf | vor 1905            | Die Straße liegt zwischen Großbeerenstraße und Mariendorfer Damm. Sie führt die B 101 als Einbahnstraße von der Großbeerenstraße zur B 96. Die Bedürfnisanstalt, das Café Achteck stand von 1910 in der Ringbahnstraße in Tempelhof und wurde nach einer Restaurierung 1999 hier aufgestellt. | Friedenstraße: Café Achteck |
| Fritz-Werner-Straße (Lage)        | 1240 (im Ortsteil)                 | Fritz Werner (1865–1939), Ingenieur und Unternehmer | 23. März 1925       | Als Straße 72 eingerichtet, liegt sie zwischen Friedenstraße und der Ortsteilgrenze an der Untertürkheimer Straße. In Marienfelde führt die Straße bis zur Daimlerstraße. | |
| Furkastraße (Lage)                | 0880                               | Furka, Schweizer Alpenpass | 4. Aug. 1930        | Als Straße 149 eingerichtet, liegt sie zwischen Tauernallee und Wildspitzweg. Der Straßenverlauf ist zwischen Hochkalter- und Hundsteinweg durch die Wimbachpromenade als Fußweg unterbrochen. Sie durchquert die Siedlung „Daheim“. | Berlin-Mariendorf Furkastraße · Berlin-Mariendorf Furkastraße                                                                               |
| Gajusstraße (Lage)                | 0170                               | Gajus (117–180 n. Chr.), römischer Jurist | 4. Aug. 1930        | Als Straße 234 eingerichtet, ist sie eine südliche Stichstraße vom Horazweg. | Gajusstraße |
| Gallipoliweg (Lage)               | 0140                               | Gallipoli, Halbinsel zwischen den Dardanellen und dem Golf von Sares im europäischen Teil der Türkei                                                          | 21. Aug. 1931       | Als Straße 221 eingerichtet, ist der Weg eine Stichstraße nördlich von der Bosporusstraße, in deren Umgebung weitere Straßen nach geographischen Namen der Türkei benannt sind. | Gallipoliweg |
| Gersdorfstraße (Lage)             | 0660 (im Ortsteil)                 | nach den hier ehemals liegenden Pfuhlen ‚Runder Gersdorf‘ und ‚Langer Gersdorf‘ benannt                                                                       | 8. Aug. 1935        | Der nach 1902 amtlich Schöneberger Straße benannte Zug wurde zwischen 1935 zwischen Attila- und Ringstraße umbenannt. Bis an das Südufer des Teltowkanals gehört die Gersdorfstraße zum Ortsteil. Die namensgebenden Pfuhle wurden beim Bau des Kanals beseitigt. Häuser der 1930er Jahre und nach dem Zweiten Weltkrieg erbaute mit ruhigen Innenhöfen liegen an dieser baumbestandenen Straße mit Pendlerverkehr. | Gersdorfstraße |
| Glärnischweg (Lage)               | 0140                               | Glärnisch, Bergstock in den nördlichen Glarner Alpen (Schweiz)                                                                                                | 4. Aug. 1930        | Als Straße 157 eingerichtet, liegt der Weg zwischen Königsstuhlweg und Mariendorfer Damm. | |
| Göllweg (Lage)                    | 0540                               | Hoher Göll, Berg in den Berchtesgadener Alpen | 24. Aug. 1936       | Die Straße liegt zwischen Mariendorfer Damm und Grimmingweg in einem Gebiet um die Säntisstraße mit nach Alpengipfeln benannten Straßen. | Göllweg |
| Goldenes Horn (Lage)              | 0310                               | Goldenes Horn, Hafenbucht von Istanbul | 13. Feb. 1957       | Die Straße liegt zwischen Dardanellenweg und Britzer Straße, zu der keine Durchfahrt ab Imbrosweg besteht. | Goldenes Horn |
| Gottlieb-Dunkel-Straße (Lage)     | 0080 (im Ortsteil, nur Ostseite)   | Gottlieb Dunkel (1839–1907), Tempelhofer Bauerngutsbesitzer und Kommunalpolitiker                                                                             | 3. Mai 1906         | Die Straße liegt zwischen Eschersheimer und Gradestraße, nur das östliche Grundstück an der Gradestraße mit dem Neuen St.-Michael-Friedhof gehört zum Ortsteil. | Gottlieb-Dunkel-Straße |
| Gradestraße (Lage)                | 0580 (im Ortsteil)                 | Hans Grade (1879–1946), Ingenieur und Flugpionier | 1. Aug. 1981        | Die Gradestraße war bereits Anfang des 20. Jahrhunderts in Britz (Neukölln) eingerichtet. 1981 wurde die Straße 454 (Mariendorf zu Tempelhof) ebenfalls in Gradestraße benannt und am 1. Dezember 1983 wurde auch die Britzer Verlängerung einbezogen. Die Gradestraße liegt im Ortsteil zwischen Gottlieb-Dunkel-/ Rixdorfer Straße und der Ortsteilgrenze an der östlichen Zufahrt zur ASt 23 Gradestraße der Bundesautobahn 102. | Gradestraße |
| Greinerstraße (Lage)              | 0390                               | Franz Ferdinand Greiner (1808–1855), Glasbläser und Erfinder, entwickelte gemeinsam mit Wilhelm Berkes das erste industriell gefertigte deutsche Thermometer. | 11. Dez. 1940       | Als Straße 80 eingerichtet, liegt sie zwischen Lankwitzer und Kitzingstraße. Die Erschließungsstraße ins Gewerbegebiet hat nur an der Ecke zur Lankwitzer Straße Wohnbebauung. | Greinerstraße |
| Grimmingweg (Lage)                | 0440 (im Ortsteil)                 | Grimming, Berg in der Steiermark (Österreich) | 4. Aug. 1930        | Als Straße 132 eingerichtet, liegt der Weg zwischen Säntisstraße und Richard-Tauber-Damm, hier als Sackgasse von der Föttingerzeile her. | Grimmingweg |
| Großbeerenstraße (Lage)           | 1420 (im Ortsteil)                 | Großbeeren, südlicher Nachbarort, Gemeinde im Landkreis Teltow-Fläming (Brandenburg)                                                                          | vor 1905            | Mit diesem Namen tritt die Großbeerenstraße im Adressbuch des Jahres 1905 in Mariendorf-Südende erstmals auf. Sie liegt zwischen der Rathausstraße und der Ortsteilgrenze zu Marienfelde und setzt sich in diesem Ortsteil fort. Die hier bereits seit dem 19. Jhd. verlaufende Kreis-Chaussee des Kreises Teltow als Heer- und Handelsstraße von Berlin über Marienfelde nach Großbeeren wurde bei der Schaffung der Fernverkehrsstraßen übernommen. Hier liegt inzwischen ein Teilstück der B 101. | |
| Grüntenstraße (Lage)              | 1030                               | Grünten, Gipfel am Nordrand der Allgäuer Alpen | 1. Nov. 1953        | Als Straße 208 eingerichtet, wurde der Teil vom Wildspitzweg parallel zum Nebelhornweg 1953 benannt. Am 1. September 1973 wurde die (querliegende) Straße 464 bis zur Arlbergstraße und am 1. September 1976 der weitere Abschnitt bis zur Britzer Straße in die Grüntenstraße einbezogen. Sie ist eine Wohnstraße mit Ein- und Mehrfamilienhäusern der 1960er und 1970er Jahre. | Grüntenstraße |
| Hausstockweg (Lage)               | 0550                               | Hausstock, Berg in den Glarner Alpen (Schweiz) | 4. Aug. 1930        | Als Straße 172 eingerichtet, liegt der Weg zwischen Hundsteinweg und Floningweg als Einbahnstraße zum Floningweg. | Berlin-Mariendorf Hausstockweg |
| Heukuppenweg (Lage)               | 0210                               | Heukuppe, höchster Gipfel der Raxalpe (Österreich) | 4. Aug. 1930        | Als Straße 175 eingerichtet, liegt die Straße zwischen Wendelstein- und Hausstockweg. | Heukuppenweg |
| Heusingerstraße (Lage)            | 0200                               | Edmund Heusinger von Waldegg (1817–1886), Ingenieur und Eisenbahnpionier                                                                                      | 1. Nov. 1953        | Als Straße 82 eingerichtet, liegt sie zwischen Porsche- und Großbeerenstraße. | Heusingerstraße |
| Hirzerweg (Lage)                  | 1200 tw. nur Ostseite unterbrochen | Hirzer, Gipfel der Sarntaler Alpen in Südtirol (Italien) | 4. Aug. 1930        | Die Straße begrenzt die Trabrennbahn Mariendorf westlich und liegt zwischen Kruckenberg- und Daimlerstraße. Sie ist durch einen gleichnamigen Fußweg zwischen Unterthürkheimer und Titlisstraße unterbrochen, der zwischen dem Fritz-Werner-Werk und der Trabrennbahn hindurch führt. Entlang dieses Straßenzuges gehören die westlichen Grundstücke bereits zu Marienfelde, der westliche Wegesrand bildet die Ortsteilgrenze. | Hirzerweg im Bild vor der Rennbahn |
| Hochfeilerweg (Lage)              | 0580                               | Hochfeiler, Gipfel der Zillertaler Alpen (Grenze Nordtirol – Südtirol)                                                                                        | 4. Aug. 1930        | Der als Straße 156 und 158 eingerichtete Straßenzug liegt zwischen Pilatusweg und Furkastraße. | Hochfeilerweg |
| Hochgallweg (Lage)                | 0340                               | Hochgall, Berg der Rieserferner-Gruppe in den Hohen Tauern (Südtirol)                                                                                         | 4. Aug. 1930        | Als Straße 173 eingerichtet, liegt der Weg zwischen Röthspitzen- und Hoeftweg. | Hochgallweg |
| Hochkalterweg (Lage)              | 0470                               | Hochkalter, Berggipfel der bayerischen Berchtesgadener Alpen                                                                                                  | 4. Aug. 1930        | Als Straße 166 eingerichtet, liegt der Weg zwischen Furkastraße und dem Muttlerweg, der über einen Querabschnitt anschließt. | |
| Hoeftweg (Lage)                   | 0210                               | Carl Georg Christian Hoeft (1841–1897), Kommunalpolitiker | 1. Nov. 1953        | Vorher Teil der Rixdorfer Straße wurde der durch den Heidefriedhof abgetrennte Teil in Hoeftweg umbenannt, so liegt der Weg zwischen Wendelsteinweg und Hundsteinweg. Der Bauerngutsbesitzer Hoeft war von 1870 bis 1875 in Mariendorf Gemeindevorsteher. | Hoeftweg |
| Hollabergweg (Lage)               | 0190 (im Ortsteil)                 | Hollaberg, Berg im Bayerischen Wald | 4. Aug. 1930        | Als Straße 112 eingerichtet, wurde die Verlängerung – vorher Straße 7 – am 24. Januar 1938 einbezogen, somit liegt der Weg zwischen Titlis- und Birnhornweg. Mit der Unterbrechung setzt sich der Hollabergweg jenseits der Daimlerstraße jedoch in Marienfelde fort. | Hollabergweg |
| Horazweg (Lage)                   | 0350                               | Horaz (65–8 v. Chr.), römischer Dichter | 4. Aug. 1930        | Als Straße 249 eingerichtet, liegt der Weg zwischen Livius- und Plautusstraße. | Horazweg |
| Hundsteinweg (Lage)               | 1140                               | Hundstein, Berg in den Salzburger Schieferalpen (Österreich)                                                                                                  | 4. Aug. 1930        | Als Straße 169 eingerichtet, wurde am 4. Mai 1970 die Verlängerung der Straße zwischen Floningweg und Mariendorfer Damm einbezogen. Der Weg liegt so zwischen Mariendorfer Damm Ecke Hochgallweg und Lauberhornweg, er geht als Sackgasse südlich des Allianz-Stadions bis zum Eingang zum Britzer Garten nahe der Ortsteilgrenze. | Berlin-Mariendorf Hundsteinweg |
| Ifenpfad (Lage)                   | 0090                               | Hoher Ifen, Gipfel der Allgäuer Alpen, Kleinwalsertal (Österreich)                                                                                            | 1. Nov. 1953        | Als Straße 135 eingerichtet, geht der Pfad als Stichstraße westlich vom Mariendorfer Damm ab. | Ifenpfad |
| Illzacher Weg (Lage)              | 0210                               | Illzach, Ort an der Ill im Oberelsass (Frankreich) | 11. Dez. 1940       | Als Straße 287 eingerichtet, liegt der Weg zwischen Westphalweg und Prühßstraße. | Illzacher Weg |
| Im Lesachtal (Lage)               | 0400                               | Lesachtal, enges Tal der oberen Gail (Österreich) | 1. Feb. 1999        | Die Straße führt bogenförmig von und zur Tauernallee und erschließt so die anliegenden Mehrfamilienhäuser. 1991 wurde das Lesachtal auf einer Touristikmesse in Stuttgart als umweltfreundlichstes Tal Europas ausgezeichnet und 1995 in Österreich zur „Landschaft des Jahres“ gewählt. | |
| Imbrosweg (Lage)                  | 1090                               | Imbros, Ägäisinsel in der türkischen Provinz Çanakkale | 21. Aug. 1931       | Als Straße 214 eingerichtet, liegt der Weg zwischen Rixdorfer Straße und Dardanellenweg, in deren Umgebung weitere Straßen nach geographischen Namen der Türkei benannt sind. | Imbrosweg |
| Ingrid-Rabe-Straße (Lage)         | 00100                              | Ingrid Rabe (1916–2012), Tänzerin | 28. Juni 2022       | Die Straße verbindet den Dardanellenweg mit dem Koppelweg im Ortsteil Britz. Sie hieß seit etwa 1930 Straße 229. | Ingrid-Rabe-Straße |
| Kaiserstraße (Lage)               | 0930                               | Kaiser, höchster weltlicher Herrschertitel | vor 1906            | Die Kaiserstraße tritt im Adressbuch des Jahres 1906 in Mariendorf-Südende erstmals auf. Sie verläuft zwischen Ringstraße und Mariendorfer Damm. Die Kaiserstraße liegt (am südlichsten) parallel zur Markgrafen-, Kurfürsten- und Königsstraße. Die Benennung soll sich auf den (damals) regierenden deutschen Kaiser beziehen. Hier stehen die Martin-Luther-Gedächtniskirche (erbaut: 1933–1935), die Kirche Maria Frieden (erbaut: 1969) und das Eckener-Gymnasium (erbaut: 1907). Das 1904 errichtet Rathaus Mariendorf befand sich ebenfalls dort, wurde aber im Zweiten Weltkrieg in der Nacht vom 23. zum 24. August 1943 durch einen Luftangriff zerstört. | Eckener-Gymnasium in der Kaiserstraße 17–21                                                                                                 |
| Kitzingstraße (Lage)              | 0490                               | Kitzing, Mariendorfer Bauerngeschlecht im 18. Jahrhundert. | 4. Aug. 1930        | Als Straße 83 eingerichtet, liegt sie zwischen Großbeeren- und Greinerstraße. | Kitzingstraße |
| Klausenpaß (Lage)                 | 0420                               | Klausenpass, Pass in den Glarner Alpen (Schweiz) | 4. Aug. 1930        | Als Straße 165 eingerichtet, liegt der Pass zwischen Tauernallee und Furkastraße. | Berlin-Mariendorf Klausenpaß |
| Kochstraße (Lage)                 | 0170                               | Johann Jacob Koch (Chochius) († 1751), Berliner Bäcker und Kommunalpolitiker                                                                                  | vor 1905            | Die Straße führt als Stichstraße von der Königstraße nach Norden. Koch besaß auf dem Tempelhofer Mühlenberg eine Meierei, die er unentgeltlich als Bauland zur Verfügung stellte. Zur Belohnung erhielt er vom König die Baustellen Kochstraße 21 und 65 sowie Friedrichstraße 209. | Kochstraße |
| Königstraße (Lage)                | 0230                               | König, nach dem Kaiser der höchste Träger monarchischer Würde                                                                                                 | 10. Juni 1907       | Vor 1900 bis zur Benennung 1907 wurde sie Ackerstraße genannt. Sie verbindet Gersdorfstraße und Mariendorfer Damm. Sie liegt parallel zur südlicheren Kaiser- und der nördlicheren Markgrafen- und Kurfürstenstraße, entsprechend der Entwicklung der Herrschertitel in der preußischen Geschichte. Sie ist eine schmale innerstädtische Wohnstraße mit Alt- und Nachkriegsbauten und einigen Villen mit großen Gärten. | Königstraße |
| Königstuhlweg (Lage)              | 0860                               | Großer Königstuhl, Berg im Biosphärenpark Salzburger Lungau und Kärntner Nockberge (Österreich)                                                               | 4. Aug. 1930        | Zuerst Straße 159 des Bebauungsplans, liegt der Weg zwischen Pilatus- und Glärnischweg. | |
| Körtingstraße (Lage)              | 0410                               | Ernst Körting (1842–1921), Ingenieur und Unternehmer | 21. Aug. 1931       | Als Straße 98 eingerichtet, liegt sie zwischen Mariendorfer Damm und Großbeerenstraße. | |
| Kollostraße (Lage)                | 0970                               | Walter Kollo (1878–1940), Komponist | 1. Nov. 1953        | Als Straße 282 eingerichtet, liegt sie zwischen Eisenacher Straße und Westphalweg. | Körtingstraße |
| Kosleckweg (Lage)                 | 0220                               | Julius Kosleck (1825–1905), Musiker | 21. Aug. 1931       | Die Straße war um 1908 als Lutherstraße angelegt und benannt worden. Sie liegt zwischen Eisenacher Straße und Westphalweg. | Kosleckweg |
| Kruckenbergstraße (Lage)          | 0600                               | Franz Kruckenberg (1882–1965), Ingenieur und Erfinder („Schienen-Zeppelin“)                                                                                   | 1. Aug. 1975        | Als Straße 422 eingerichtet, liegt sie zwischen Mariendorfer Damm und Fritz-Werner-Straße. | Kruckenbergstraße |
| Kurfürstenstraße (Lage)           | 0950                               | Kurfürsten, durften den König und Kaiser wählen | 10. Juni 1907       | Vor 1905 bereits als Feldstraße geführt und bis 1907 als Verlängerte Feldstraße ergänzt, liegt sie zwischen Ring- und Eisenacher Straße und quert den Mariendorfer Damm. Die Reihenfolge der parallelen Straßen zwischen der Markgrafen- und der Kaiserstraße entspricht der Entwicklung der Herrschertitel in Brandenburg und Preußen. Sie ist eine ruhige, schmale Wohnstraße mit Alt- und Nachkriegsbauten. Durch Kleingartenanlagen gibt es Fußwege zum Teltowkanal. | Kurfürsterstraße |
| Küterstraße (Lage)                | 0170                               | Friedrich Küter (1879–1945), Kaufmann, Widerstandskämpfer gegen das NS-Regime                                                                                 | 1. Nov. 1953        | Als Straße 59 eingerichtet, liegt sie zwischen Prinzen- und Kaiserstraße. | Küterstraße · Gedenktafel für Küter in Alt-Mariendorf 53                                                                                    |
| Lankwitzer Straße (Lage)          | 0860                               | Verbindung zum westlichen Nachbarort Lankwitz | vor 1905            | Die Straße liegt zwischen der Ortsteilgrenze an der Lankwitzer Brücke über die Dresdener Bahn und der Großbeerenstraße. Sie ist eine verkehrsreiche Gewerbestraße, die nur zwischen Greiner- und Dederingstraße Wohnbebauung hat. Der nördliche Straßenteil grenzt an das ehemalige Gaswerk Mariendorf. | Gaswerk Mariendorf, Lankwitzer Straße 45–49                                                                                                 |
| Lauberhornweg (Lage)              | 0210                               | Lauberhorn, Berg in den Berner Alpen (Schweiz) | 2. Jan. 1996        | Er liegt zwischen Hundsteinweg und einem Wendeplatz, von dem ein Fußweg in den (parallelen) Weißkugelweg führt. | Lauberhornweg |
| Lauxweg (Lage)                    | 0190                               | Carl Laux (1873–1953), Gutsbesitzer, Reichstagsabgeordneter                                                                                                   | 23. Nov. 1931       | Als Straße 86 eingerichtet, geht der Weg als südliche Stichstraße von der Wilhelm-Pasewaldt-Straße ab. | Lauxweg |
| Lerchenweg (Lage)                 | 0390                               | Lerche, Singvogel | 16. Jan. 1925       | Er liegt zwischen Eisenacher Straße und Finkenweg, über den er als Sackgasse weiterführt. Der Weg liegt westlich parallel zur Monopolstraße und grenzt die Monopol-Siedlung zu den Mehrfamilienhäusern am Mariendorfer Damm ab. | Lerchenweg |
| Lienzer Pfad (Lage)               | 0100                               | Lienz, Bezirkshauptstadt von Osttirol (Österreich) | 1. Feb. 1999        | Er liegt östlich hinter den Grundstücken der Tauernallee und der Bauerwartungsfläche westlich von Im Lesachtal. | Lienzer Pfad |
| Liviusstraße (Lage)               | 0290                               | Titus Livius (um 59 v. Chr.– um 17 n. Chr.), römischer Geschichtsschreiber zur Zeit des Augustus.                                                             | 4. Aug. 1930        | Als Straße 230 eingerichtet, liegt sie zwischen Skutaristraße und Horazweg. | Liviusstraße |
| Machonstraße (Lage)               | 0520                               | Friedrich Machon (1840–1918), Kaufmann und Kommunalpolitiker                                                                                                  | 21. Aug. 1931       | Vor 1905 als Zimmerstraße angelegt, wurde sie um 1907 in Schwerinstraße umbenannt. Sie liegt zwischen Markgrafen- und Kaiserstraße. Um 1911 war Machon Gemeinderatsmitglied und stellvertretender Gemeindevorsteher in Mariendorf. | Machonstraße |
| Marconistraße (Lage)              | 0180                               | Guglielmo Marconi (1874–1937), italienischer Radiopionier und Unternehmensgründer                                                                             | 13. Feb. 1957       | Als Straße 8 eingerichtet, geht sie als Stichstraße vom Forddamm westwärts ab. | Marconistraße |
| Mariendorfer Damm (Lage)          | 3990 (im Ortsteil)                 | Der historische Handelsweg durch Mariendorf | 31. Aug. 1949       | Der Mariendorfer Damm ist die historische Verbindungsstraße zwischen Berlin und Zossen und ist Teil der B 96. Einst verlief die Handelsstraße in anderer Trassierung zwischen den damaligen Dörfern Tempelhof und Mariendorf. 1949 wurden die Chausseestraße und die Lichtenrader Chaussee (Lichtenrade und Buckow) zusammengefasst in Mariendorfer Damm umbenannt. Der Damm liegt zwischen der Stubenrauchbrücke (Teltowkanal) und der Kreuzung mit der Buckower / Marienfelder Chaussee, hier in den Lichtenrader Damm weiterführend zur Stadtgrenze. In Mariendorf befindet sich der längste Abschnitt zwischen Ullsteinstraße und der Ortsteilgrenze in Höhe des Ifenpfades. Er ist im südlichen Bereich eine breite verkehrsreiche Vorstadtstraße überwiegend mit Wohnbebauung und einigen Gewerbeeinheiten, im Norden eine Einkaufsstraße mit Alt- und Neubauten.                             | Mariendorfer Damm: Adlermühle · Mariendorfer Damm / Ecke Alt-Mariendorf nordwärts                                                           |
| Markgrafenstraße (Lage)           | 0410                               | Markgraf, Verwalter eines Grenzgebiets (Mark) | 10. Juni 1907       | Seit dem 19. Jahrhundert als Wiesenweg bezeichnet, liegt die Straße zwischen Rathausstraße und Mariendorfer Damm. Die Reihenfolge der Parallelstraßen nach Süden bis zur Kaiserstraße entspricht der Entwicklung der Herrschertitel in der brandenburgisch-preußischen Geschichte. | Markgrafenstraße: Relief von Markgraf Johann II                                                                                             |
| Marmaraweg (Lage)                 | 0440                               | Marmara, Binnenmeer des Mittelmeers (Türkei) | 21. Aug. 1931       | Als Straße 222 eingerichtet, liegt sie zwischen Smyrnaer Weg und Bosporusstraße, und führt als Sackgasse über diese hinaus. | Marmaraweg |
| Monopolstraße (Lage)              | 0700                               | Reichsmonopolverwaltung, veranlasste die hiesige Siedlung | 22. Jan. 1924       | Die Straße zwischen Ullstein- und Eisenacher Straße ist die Hauptstraße der Monopol-Siedlung. Die Siedlung wurde 1920 bis 1922 errichtet und wurde vom Reichsfinanzministerium, das für das Reichsbranntweinmonopol zuständig war, in Auftrag gegeben, um für in die Region geholte Fabrikarbeiter Wohnraum zu schaffen. Die ruhige Wohnstraße besteht überwiegend aus Doppelhaushälften und Einfamilienhäusern. Die schmale Straße ist Anliegern vorbehalten, zum Mariendorfer Damm gibt es einen Fußweg. | Monopol-Siedlung |
| Monschauer Weg (Lage)             | 0270                               | Monschau, Ort im Landkreis Aachen (Nordrhein-Westfalen) | 11. Dez. 1940       | Als Straße 294 eingerichtet, liegt der Weg zwischen Markgrafen- und Kurfürstenstraße. | Monschauer Weg |
| Morsbronner Weg (Lage)            | 0380                               | Morsbronn, Stadt im Unterelsass (Frankreich) | 11. Dez. 1940       | Als Straße 284 eingerichtet, wurde am 1. August 1975 die Verlängerung des Weges einbezogen. Er liegt zwischen Prühßstraße über den Westphalweg als Sackgasse bis in Höhe des Teikeweges. Zur Eisenacher Straße führt ein Fußweg. | Morsbronner Weg |
| Muttlerweg (Lage)                 | 0100                               | Muttler, Berg in Graubünden (Schweiz/Österreich) | 1. Feb. 1992        | Als Straße 485 eingerichtet, liegt der Weg zwischen Hochkalterweg und Tauernallee. | Berlin-Mariendorf Muttlerweg |
| Nebelhornweg (Lage)               | 0300                               | Nebelhorn, Berg in den Allgäuer Alpen (Bayern) | 1. Nov. 1953        | In der Siedlung mit nach Alpengipfeln benannten Straßen liegt der Weg zwischen Wildspitzweg und Grüntenstraße. Er ist eine ruhige Wohnstraße, überwiegend mit Einfamilienhäusern bebaut. | Berlin-Mariendorf Nebelhornweg |
| Olpererweg (Lage)                 | 0130                               | Olperer, Berggipfel in den Zillertaler Alpen (Österreich) | 1. Aug. 1975        | Als Straße 203 eingerichtet, liegt der Weg zwischen Rotkopfweg und Schareckstraße. Er ist eine verkehrsberuhigte schmale Wohnstraße mit Einfamilienhäusern. | Olpererweg |
| Opelweg (Lage)                    | 0160                               | Adam Opel (1837–1895), Maschinenbauer und Unternehmer | 1. März 1989        | Als Straße 419 eingerichtet, liegt der Weg zwischen Forddamm und Großbeerenstraße. Zwischen Propperweg und Großbeerenstraße ist er nur ein Fuß- und Radweg. | Opelweg |
| Pilatusweg (Lage)                 | 0460                               | Pilatus, Bergstock am Vierwaldstättersee (Schweiz) | 4. Aug. 1930        | Als Straße 160 eingerichtet, liegt der Weg zwischen Mariendorfer Damm und Furkastraße, ab Floningweg bis zur Furkastraße als Sackgasse. | |
| Plautusstraße (Lage)              | 0210                               | Plautus (um 254–um 184 v. Chr.), römischer Komödiendichter | 4. Aug. 1930        | Als Straße 233 eingerichtet, liegt sie zwischen Dardanellen- und Horazweg, weiter als Sackgasse. Sie ist eine ruhige Wohnstraße mit überwiegend Einfamilienhäusern. | Plautusstraße |
| Pohligstraße (Lage)               | 0020                               | Julius Pohlig (1842–1916), Ingenieur und Unternehmer | 20. Mai 1937        | Als Straße 286 eingerichtet, liegt sie östlich des Forddamms. Die kurze Straße endet am Zugang zur KGA Neuland. | Pohligstraße |
| Popperstraße (Lage)               | 0260                               | Josef Popper-Lynkeus (1838–1921), Erfinder und Schriftsteller                                                                                                 | 20. Mai 1937        | Als Straße 285 eingerichtet, liegt sie zwischen Opelweg und (im Winkel zum) Forddamm. | Popperstraße |
| Porschestraße (Lage)              | 0480                               | Ferdinand Porsche (1875–1951), Erfinder und Unternehmer | 1. Nov. 1953        | Als Straße 78 eingerichtet, liegt sie zwischen Kitzing- und Lankwitzer Straße. | Porschestraße |
| Prinzenstraße (Lage)              | 0390                               | Prinz, Titel der nichtregierenden Mitglieder souveräner Fürstenhäuser                                                                                         | 28. Juni 1907       | Die Straße liegt zwischen Rathausstraße und Mariendorfer Damm. Sie verläuft parallel zu den anderen Straßen des Fürstenviertels, die in der Folge von Nord nach Süd zur Kaiserstraße der Entwicklung der preußischen Herrschertitel entspricht. | Prinzenstraße |
| Prühßstraße (Lage)                | 0580                               | Karl Prühß (1875–1914), Kommunalpolitiker | 1. Sep. 1927        | Die Bergstraße und die Albrechtstraße wurden 1927 zur Prühßstraße zusammengefasst. Sie liegt zwischen Ringstraße und Andlauer Weg und grenzt östlich des Mariendorfer Dammes an den Volkspark Mariendorf. Prühß war von 1912 bis 1914 Bürgermeister und Gemeindevorsteher in Mariendorf. Er fiel im Ersten Weltkrieg und ist auf dem Gemeindefriedhof bestattet. Der Verkehrsweg ist eine ruhige Wohnstraße mit Kopfsteinpflaster. An der Ringstraße stehen Plattenbauten aus den 1960er Jahren und nach Osten Altbauten. Die Häuser mit den Nummern 28 und 26, 1888 von R. Wiechert und 1898 von August Lau geplant und errichtet, stehen unter Denkmalschutz. | Prühßstraße 26 |
| Quarzweg (Lage)                   | 0050                               | Quarz, Mineral | 8. Aug. 1935        | Als Straße 142 in Mariendorf angelegt, wurde der Weg am 8. August 1960 eingebunden und der Buckower Quarzweg (Bezirk Neukölln) an die Tauernallee angebunden. | Berlin-Mariendorf Quarzweg |
| Rätikonweg (Lage)                 | 1420                               | Rätikon, Hochgebirgsgruppe in den nördlichen Kalkalpen (Liechtenstein, Österreich, Schweiz)                                                                   | 4. Aug. 1930        | Als Straße 128 eingerichtet, liegt der Weg zwischen Titlisweg und Säntisstraße. | Rätikonweg |
| Rathausstraße (Lage)              | 0470                               | Lage des Rathauses von 1903 bis zum Bombenschaden 1943 | 10. Juni 1907       | Das namensgebende Rathaus wurde von 1903 bis 1905 errichtet und im Zweiten Weltkrieg in der Nacht vom 23. zum 24. August 1943 durch einen Luftangriff zerstört. Die Straße liegt zwischen der Germelmannbrücke am Teltowkanal und der Bundesstraße 101. Hier befindet sich auch die Martin-Luther-Gedächtniskirche, die 1935 von Curt Steinberg errichtet wurde. | |
| Raucheckweg (Lage)                | 0120                               | Raucheck, Gipfel in den Salzburger Kalkalpen (Österreich) | 4. Aug. 1930        | Als Straße 131 eingerichtet, liegt der Weg zwischen Grimmingweg und Mariendorfer Damm, zu der er nur als Zufahrtsweg zu den Hauseingängen führt. | Raucheckweg |
| Reißeckstraße (Lage)              | 0510                               | Reißeck, Gebirgsgruppe der Hohen Tauern (Österreich) | 1. Sep. 1968        | Die Reißeckstraße entstand durch Verlängerung der Friedenstraße, sie liegt zwischen Mariendorfer Damm und der Kreuzung Alt-Mariendorf, Britzer und Rixdorfer Straße. | Reißeckstraße |
| Reulestraße (Lage)                | 0380                               | Hans Reule, um 1652 Bauer in Mariendorf | 4. Aug. 1930        | Als Straße 8 eingerichtet, liegt sie zwischen Schützen- und Rathausstraße. | Reulestraße |
| Richard-Tauber-Damm (Lage)        | 0160 (im Ortsteil) nur Nordseite   | Richard Tauber (1891–1948), österreichischer Tenor | 1. Apr. 1975        | Teilweise im Zuge der Straße 430, liegt sie zwischen Säntisstraße und Buckower Chaussee. Zu Mariendorf gehören nur die Grundstücke 3–17 mit Neubauwohnhäusern nördlich der Straße zur Säntisstraße hin, wobei die Ortsteilgrenze selbst in gerader Verlängerung des vormaligen Laufs der Daimlerstraße liegt, sodass nur 80 Meter des nördlichen Straßenrandes an Mariendorf grenzen. | Richard-Tauber-Damm |
| Richterstraße (Lage)              | 0370                               | August Ferdinand Richter (1822–1903), Theologe und Politiker                                                                                                  | 5. Juni 1912        | Die Straße liegt zwischen Mariendorfer Damm und Prinzenstraße. Sie ist eine ruhige Wohnstraße mit Altbauten, einigen Neubauten und einem Miethaus aus den 1970er Jahren. An der Straße liegt der Richterteich. Richter war Mitglied des Preußischen Abgeordnetenhauses und wurde in Mariendorf bestattet. | Richterstraße |
| Riegerzeile (Lage)                | 0380                               | Franz Karl Hermann Rieger (1872–1959), ab 1908 Pfarrer in Mariendorf                                                                                          | 1. Jan. 1963        | Als Straße 2 eingerichtet, liegt die Zeile als Stichstraße südlich der Kaiserstraße westlich der Martin-Luther-Gedächtniskirche. An der Straße steht ein Plattenbauensemble aus den 1960er Jahren mit Fußgängerdurchgängen zur Ringstraße, Gersdorfstraße und Rathausstraße. | Riegerzeile |
| Ringstraße (Lage)                 | 1140 (im Ortsteil)                 | ringförmig angelegte Straße | vor 1905            | Vor 1900 wurde die Ringchaussee angelegt und um 1905 als Ringstraße benannt. Sie verläuft zwischen Attila- und Rathausstraße, im Ortsteil liegt sie ab Teltowkanal. Die Straße trennt das Industriegebiet um das ehemalige Gaswerk Mariendorf vom Wohngebiet auf der nördlichen Straßenseite mit einigen Altbauten und überwiegend Wohnblocks aus den 1970er Jahren. | |
| Rixdorfer Straße (Lage)           | 1600                               | Rixdorf, 1912 umbenannt in Neukölln, nordöstlicher Nachbarort, bis an dessen Grenze die Straße führt                                                          | um 1900             | Der alte Landweg nach Rixdorf hieß mindestens seit 1887 Rixdorfer Weg und wurde mit der Befestigung um 1900 als Straße benannt. Die Straße liegt zwischen Alt-Mariendorf und der Gradestraße. Bis 1966 fuhr hier die Straßenbahnlinie 15. Nach 1926, jedoch vor 1943, wurde die Straße nach Südwesten bis zum heutigen Mariendorfer Damm verlängert. Durch das Anlegen des Heidefriedhofs wurde die Verlängerung bald darauf wieder aufgehoben, ein abgetrennter Teil wurde am 1. November 1953 in Hoeftweg benannt. | Rixdorfer Straße |
| Röthspitzenweg (Lage)             | 0210                               | Röthspitze, Gipfel der Hohen Tauern (Österreich) | 4. Aug. 1930        | Als Straße 174 eingerichtet, liegt der Weg zwischen Wendelstein- und Hausstockweg. | Röthspitzenweg |
| Rotkopfweg (Lage)                 | 0330                               | Rotkopf, Berg in den Zillertaler Alpen (Österreich) | 2. Juni 1969        | Als Straße 205 eingerichtet, liegt die ruhige Wohnstraße mit Einfamilienhäusern zwischen Britzer Straße und Straße 483. Darüber hinaus folgt noch eine Sackgasse am Rotkopfpfuhl entlang in den „Park an der Britzer Straße“. | Berlin-Mariendorf Rotkopfweg |
| Säntisstraße (Lage)               | 0510 (Im Ortsteil)                 | Säntis, Berg in der Ostschweiz | 4. Aug. 1930        | Die Straße 150 (bis 1925 als Schwarzer Weg) westlich der Chausseestraße erhielt diesen Namen 1930. Die Straße setzt die Tauernallee westlich des Mariendorfer Damms bis zur Ortsteilgrenze an der Daimlerstraße fort. Die in dieser Straße vorhandene Adlermühle zählt zu den größten Mühlen der Mark Brandenburg und befindet sich seit 1888 an diesem Platz. Zuvor stand sie vermutlich im Schlesischen Busch in Treptow. | Adlermühle |
| Schareckstraße (Lage)             | 0170                               | Schareck, Berg bei Bad Gastein (Österreich) | 1. Aug. 1975        | Als Straße 206 eingerichtet, liegt sie zwischen Olperer Weg und Straße 483. Sie ist eine verkehrsberuhigte schmale Wohnstraße mit Einfamilienhäusern auf der Ostseite und einem Übungsgelände für Pferde gegenüber. | Schareckstraße |
| Schützenstraße (Lage)             | 0280                               | frühere Schützenplätze | 10. Juni 1907       | Sie liegt zwischen der Kurfürsten- und Kaiserstraße und ist eine ruhige und schmale innerstädtische Wohnstraße mit Alt- und Nachkriegsbauten. | Schützenstraße |
| Schwalbenweg (Lage)               | 0120                               | Schwalbe, Sperlingsvogel | 22. Jan. 1924       | Sie liegt zwischen Lerchenweg und Monopolstraße am Rande der Monopol-Siedlung. | Schwalbenweg |
| Schwarzkogelweg (Lage)            | 0210                               | Schwarzkogel, Berg in den Ötztaler Alpen (Österreich) | 4. Aug. 1930        | Als Straße 176 eingerichtet, liegt der Weg zwischen Wendelstein- und Hausstockweg. | Schwarzkogelweg |
| Seelbuschring (Lage)              | 0320                               | Seelbusch, alte Flurbezeichnung in Mariendorf | 21. Juli 1960       | Als Straße 409 eingerichtet, liegt der Ring zwischen Gersdorf- und Kurfürstenstraße. | Seelbuschring |
| Selbhornweg (Lage)                | 0140                               | Selbhorn, Berg im Steinernen Meer (Österreich) | 4. Aug. 1930        | Als Straße 180 eingerichtet, liegt der Weg zwischen Furkastraße und Floningweg. | Berlin-Mariendorf Selbhornweg |
| Skutaristraße (Lage)              | 0280                               | Skutari (türkisch: Üsküdar), Stadtteil von Istanbul auf der asiatischen Seite                                                                                 | 21. Aug. 1931       | Sie liegt zwischen Eisenacher Straße und Dardanellenweg in einem Gebiet mit weiteren Straßen nach geographischen Namen der Türkei. Die laut Bebauungsplan eingerichteten Straßen 204 und 231 wurden 1931 als Skutaristraße benannt; sie verlief von der heutigen Rixdorfer Straße zum Wildspitzweg. 1953 erhielt der südliche Abschnitt den Namen Nebelhornweg, 1957 der mittlere Abschnitt den Namen Goldenes Horn. | Skutaristraße |
| Smyrnaer Weg (Lage)               | 0100                               | Smyrna, früherer Name von Izmir (Türkei) | 16. Apr. 1937       | Als Straße 215 eingerichtet, liegt der Weg zwischen Brussaer und Marmaraweg in einem Gebiet mit weiteren nach geographischen Namen der Türkei benannten Straßen. | Smyrnaer Weg |
| Splügenweg (Lage)                 | 0140                               | Splügenpass, Alpenpass in den Bündner Alpen (Schweiz) | 4. Aug. 1930        | Als Straße 162 eingerichtet, liegt der Weg zwischen Watzmann- und Hochkalterweg. | Berlin-Mariendorf Splügenweg |
| Steinhellenweg (Lage)             | 0270                               | Steinhelle, alte Flurbezeichnung in Mariendorf | 21. Juli 1960       | Als Straße 403 eingerichtet, liegt der Weg zwischen Eisenacher Straße und Wolfsburger Weg. | Steinhellenweg |
| Straße 7 (Lage)                   | 0130                               | Nummerierung im Bebauungsplan | vor 1910            | Sie ist eine Stichstraße nördlich der Prinzenstraße und führt zur römisch-katholischen Kirche Maria Frieden als ruhige Wohnstraße mit Mehrfamilienhäusern. | Straße 7 |
| Straße 483 (Lage)                 | 0130                               | Nummerierung im Bebauungsplan | vor 1930            | Sie liegt zwischen Schareckstraße und Rotkopfweg. Eine kurze, verkehrsberuhigte Straße ohne Anwohner. | Straße 483 |
| Strelitzstraße (Lage)             | 0200                               | Strelitz, als Mecklenburg-Strelitz eine Linie und ein Herzogtum (ab 1815 Großherzogtum) Mecklenburgs                                                          | 10. Juni 1907       | Sie liegt zwischen Machonstraße und Mariendorfer Damm. Sie ordnet sich zwischen die Parallelstraßen bis zur südlichen Kaiserstraße ein. | Strelitzstraße |
| Sulzbergweg (Lage)                | 0250                               | Sulzberg, (mehrere) Berge in den Alpen. | 4. Aug. 1930        | Als Straße 187 eingerichtet, liegt der Weg als ruhige Wohnstraße überwiegend mit Einfamilienhäusern zwischen Furkastraße und Floningweg. | Berlin-Mariendorf Sulzbergweg |
| Tacitusstraße (Lage)              | 0150                               | Publius Cornelius Tacitus (um 58 n. Chr. – um 120), römischer Historiker und Senator                                                                          | 4. Aug. 1930        | Als Straße 227 eingerichtet, geht sie östlich als Stichstraße von der Plautusstraße ab. Sie ist eine ruhige Wohnstraße mit Einfamilienhäusern. | Tacitusstraße |
| Tauernallee (Lage)                | 0760                               | Tauern, Gebirgsgruppe und mehrere Passübergänge der Alpenkette (Österreich)                                                                                   | vor 1930            | Als Straße 150 eingerichtet, liegt sie zwischen Mariendorfer Damm und Muttlerweg, wobei sie bis zum Quarzweg als Hauptstraße ausgebildet ist. | Berlin-Mariendorf Tauernallee |
| Teikeweg (Lage)                   | 0260                               | Carl Teike (1864–1922), Militärmusiker und Komponist | 1. Nov. 1953        | Als Straße 283 eingerichtet, liegt der Weg zwischen Kollostraße und Morsbronner Weg, zu dem er ab Einödshoferweg nur ein Fußweg ist. | Teikeweg |
| Titlisweg (Lage)                  | 0430 (im Ortsteil)                 | Titlis, Berg der Urner Alpen (Schweiz) | 4. Aug. 1930        | Als Straße 125 eingerichtet, verläuft der Weg zwischen Mariendorfer Damm und Daimlerstraße. Die Ortsteilgrenze liegt zwischen Daimlerstraße und Hirzerweg auf der Straße, die Südwestecke zur Daimlerstraße einschließlich des Straßenlandes gehört vollständig zu Mariendorf. | Titlisweg |
| Tödiweg (Lage)                    | 0400                               | Tödi, Gebirgsstock in den Glarner Alpen (Schweiz) | 4. Aug. 1930        | Als Straße 129 eingerichtet, liegt der Weg, bebaut mit Einfamilienhäusern, zwischen Titlisweg und Daimlerstraße. | Tödiweg |
| Ullsteinstraße (Lage)             | 2190 tw. ohne Nordseite            | Leopold Ullstein (1826–1899), Verlagsgründer | 12. Juli 1927       | Sie verläuft zwischen Teltowkanal und Rixdorfer Straße, die Ortsteilsgrenze zu Tempelhof liegt zumeist am nördlichen Straßenrand. Zwischen Teltowkanal und Rathausstraße ist sie eine Sackgasse nördlich der Tennisplätze von Blau-Weiß. Von 1876 bis 1950 existierte hier das Seebad Mariendorf. Im Straßenzug lief vor 1902 der Grenzweg von der Marienhöhe, der durch den Bau des Teltowkanals unterbrochen wurde. Der Mariendorfer Teil erhielt 1928 den Namen Burggrafenstraße (angelehnt an die südlicheren Straßen nach Herrschertiteln). Am 3. Mai 1935 erfolgte wegen der jüdischen Herkunft Ullsteins die Benennung in Zastrowstraße, 21. Februar 1949 wurde sie rückbenannt. Westlich vom Mariendorfer Damm ist die Ullsteinstraße eine ruhige Wohnstraße mit Neu- und Nachkriegsbauten, östlich (Mariendorfer Straßenseite) liegen Gewerbebetriebe und anschließend Kleingartenanlagen. | Ullsteinstraße: Reste der Steingrotte des ehemaligen Seebads Mariendorf auf dem Gelände des heutigen Seniorenzentrums in der Ullsteinstraße |
| Untertürkheimer Straße (Lage)     | 0440 nur Nordseite                 | Untertürkheim, seit 1905 Stadtteil von Stuttgart (Baden-Württemberg)                                                                                          | 23. März 1925       | Als Straße 93 eingerichtet, verläuft sie zwischen Fritz-Werner-Straße und Hirzerweg. Die Ortsteilgrenze liegt bis zum Hirzerweg auf der Straße, westlich gehört die Straßenbreite zu Mariendorf ohne die anschließende Straßenkreuzung. | Untertürkheimer Straße |
| Upstallweg (Lage)                 | 0100                               | Upstall, nächtlicher Sammelplatz für das Vieh der Dorfbewohner, auch als Nachtweide bezeichnet                                                                | 21. Juli 1960       | Als Straße 420 eingerichtet, liegt der Weg als Sackgasse nördlich von Alt-Mariendorf und grenzt an den Richterteich. Der Weg ist eine ruhige Wohnstraße mit Häusern des sozialen Wohnungsbaus. | Upstallweg |
| Wankstraße (Lage)                 | 0200                               | Wank, Berg bei Garmisch-Partenkirchen (Bayern) | 1. Nov. 1953        | Als Straße 209 eingerichtet, liegt sie zwischen Sulzbergweg bis Grüntenstraße und ist eine ruhige Wohnstraße überwiegend mit Einfamilienhäusern. | Berlin-Mariendorf Wankstraße |
| Watzmannweg (Lage)                | 0400                               | Watzmann, Gebirgsstock der Berchtesgadener Alpen (Bayern) | 4. Aug. 1930        | Als Straße 163 eingerichtet, liegt der Weg zwischen Klausenpaß und Tauernallee. | Berlin-Mariendorf Watzmannweg |
| Weißkugelweg (Lage)               | 0100                               | Weißkugel, Berggipfel in den Ötztaler Alpen (Italien/Österreich)                                                                                              | 1. Jan. 1977        | Die ruhige Wohnstraße mit Einfamilienhäusern wurde als Straße 201 eingerichtet und liegt zwischen Wildspitzweg und als Sackgasse über den Lauberhornweg hinweg. | Berlin-Mariendorf Weißkugelweg |
| Wendelsteinweg (Lage)             | 0760                               | Wendelstein, Berggipfel der Schlierseer Berge (Bayern) | 4. Aug. 1930        | Als Straße 178 eingerichtet, wurde am 20. Juli 1960 die verlängernde Straße 193 einbezogen. Der Weg liegt zwischen Floningweg und Hoeftweg, südlich vom Heidefriedhof. | Berlin-Mariendorf Wendelsteinweg |
| Westphalweg (Lage)                | 0680                               | Wilhelm Hugo Westphal (1859–1925), Kommunalpolitiker, Mariendorfer Gemeindevorsteher                                                                          | 21. Aug. 1931       | Der Weg liegt zwischen Kosleckweg und Mariendorfer Damm, wobei zwischen Rixdorfer Straße und Didostraße ein Abschnitt am 1. November 1953 in Dirschelweg umbenannt worden ist. Westphal war von 1900 bis 1911 erster hauptamtlicher Vorsteher der Landgemeinde Mariendorf. | Westphalweg |
| Wildspitzweg (Lage)               | 0440 (im Ortsteil)                 | Wildspitze, höchster Gipfel der Ötztaler Alpen in Tirol (Österreich)                                                                                          | 1. Dez. 1983        | Als Straße 266a eingerichtet, liegt der Weg zwischen Sulzbergweg und Ortsteilgrenze, im benachbarten Britz bis zu Am Irissee weitergeführt. Er ist eine ruhige Wohnstraße überwiegend mit Einfamilienhäusern bebaut, südlich anliegend das Allianz-Stadion mit Sport- und Tennisplätzen. Auf der Nordseite befinden sich unbebaute Wiesenflächen in Privatbesitz. | Berlin-Mariendorf Wildspitzweg · Berlin-Mariendorf Wildspitzweg Allianz-Stadion                                                             |
| Wilhelm-Pasewaldt-Straße (Lage)   | 0300                               | Wilhelm Pasewaldt (1812–1893), Mariendorfer Gutsbesitzer und Ortsvorsteher                                                                                    | vor 1911            | Die Straße liegt zwischen Großbeeren- und Fritz-Werner-Straße. | Wilhelm-Pasewaldt-Straße |
| Wilhelm-von-Siemens-Straße (Lage) | 0760                               | Wilhelm von Siemens (1855–1919), Ingenieur und Unternehmer | 23. März 1925       | Als Straße 94 eingerichtet, verläuft sie durch ein Gewerbegebiet zwischen Großbeerenstraße und Hirzerweg, im Osten an der Trabrennbahn endend, wo sich die Feuerwache Marienfelde der Berliner Feuerwehr befindet. | Wilhelm-von-Siemens-Straße 15, Feuerwache Mariendorf/Marienfelde                                                                            |
| Wolfsburger Weg (Lage)            | 0500                               | Wolfsburg, kreisfreie Stadt (Niedersachsen) | 13. Feb. 1957       | Als Straße 404 eingerichtet, liegt der Weg zwischen Rixdorfer Straße und Steinhellenweg. | Wolfsburger Weg 13–19: Schätzelberg-Grundschule                                                                                             |
| Zangenbergweg (Lage)              | 0120                               | Zangenberg, Berg in Südtirol (Italien) | 4. Aug. 1930        | Als Straße 134b eingerichtet, liegt der Weg zwischen Göllweg bis Föttingerzeile. | Zangenbergweg |

## Geplante und einstige Straßen
| Name                            | von         | bis           | benannt in          | Namensgeber und Anmerkungen |
| ------------------------------- | ----------- | ------------- | ------------------- | --- |
| Ackerstraße                     | vor 1900    | 10. Juni 1907 | → Königstraße       | Die Straße führte ursprünglich zu Ackerflächen. |
| Albrechtstraße                  | vor 1914    | 1. Sep. 1927  | → Prühßstraße       | Friedrich Heinrich Albrecht, Prinz von Preußen (1809–1872), preußischer General. Die Albrechtstraße wurde zwischen November 1910 und Juni 1914 benannt. Die Trasse ist im Stadtplan von 1905 ohne Bezeichnung. |
| Bergstraße                      | vor 1900    | 1. Sep. 1927  | → Prühßstraße       | Die Straße führte zu einer Anhöhe. |
| Blumenstraße                    | nach 1902   | um 1908       | → Blumenweg         | nach hier liegenden Gärtnereien |
| Britzer Weg                     | 19. Jhd.    | 14. Apr. 1904 | → Britzer Straße    | Verbindungsweg zur Nachbargemeinde Britz |
| Britzer Weg von Marienfelde her | nach 1907   | 4. Aug. 1930  | → Säntisstraße      | Verbindungsweg von Marienfelde zur Nachbargemeinde Britz |
| Burggrafenstraße                | 1908        | 12. Juli 1927 | → Ullsteinstraße    | Burggraf, zunächst Amt des Burgverwalters |
| Chausseestraße                  | vor 1901    | 31. Aug. 1949 | → Mariendorfer Damm | Chaussee der Handels- und Heerstraße, seit dem 20. Jhd. B 96, die in Mariendorf nach Lichtenrade führte (teilweise in Buckow).                                                                                 |
| Dorfstraße                      | 13. Jhd.    | 31. Aug. 1949 | → Alt-Mariendorf    | Das Dorf und die benachbarten Dörfer wurden von den Rittern des Templerordens gegründet. |
| Feldstraße (östlich)            | vor 1905    | 10. Juni 1907 | → Eisenacher Straße | Die Straße führte auf die Mariendorfer Felder. |
| Feldstraße (westlich)           | vor 1905    | 11. Juni 1907 | → Kurfürstenstraße  | Die Straße führte auf die Mariendorfer Felder. |
| Grenzweg                        | vor 1902    | bis 1908      | → Burggrafenstraße  | Beim Bau des Teltowkanals wurde der Verlauf unterbrochen. |
| Lutherstraße                    | um 1908     | 21. Aug. 1931 | → Kosleckweg        | Martin Luther (1483–1546), Reformator |
| Marienfelder Straße             | vor 1911    | 13. Feb. 1957 | → Forddamm          | Verbindungsweg zum Nachbarort |
| Schöneberger Straße             | nach 1902   | 8. Aug. 1935  | → Gersdorfstraße    | Die Straße ist der Verbindungsweg nach Schöneberg (durch Tempelhof). |
| Schwerinstraße                  | um 1907     | 21. Aug. 1931 | → Machonstraße      | Curd Christoph Graf von Schwerin (1684–1757), preußischer General |
| Verlängerte Feldstraße          | vor 1900    | 10. Juni 1907 | → Kurfürstenstraße  | Die Feldstraße wurde verlängert und nicht neu benannt. |
| Wiesenweg                       | 19. Jhd.    | 10. Juni 1907 | → Markgrafenstraße  | |
| Zastrowstraße                   | 3. Mai 1935 | 21. Feb. 1949 | → Ullsteinstraße    | Um 1360 war ein Mann namens Zastrow Komtur des Johanniterordens in Tempelhof. |
| Zimmerstraße                    | vor 1905    | um 1907       | Schwerinstraße      | Ein konkreter Namensbezug zu Zimmer ist nicht bekannt. Im Jahr 1931 wurde sie umbenannt in → Machonstraße. |

Hinzu kommt eine Vielzahl zunächst mit Straßennummerierung der Bebauungspläne der Landgemeinde Mariendorf, nach 1920 den Plänen des 13. Verwaltungsbezirkes (Tempelhof) versehene Straßen. Diese Bezeichnungen lassen sich aus der Liste der aktuellen Straßen entnehmen, zudem sind noch immer einige Straßen nur mit Plannummern unterschieden (Stand 2014).

## Weitere Örtlichkeiten in Mariendorf

### Kleingartenanlagen
Im Ortsteil an der nordöstlichen Ortsteilgrenze und verstreut liegen die folgenden Kleingartenanlagen (KGA; häufig auch als Kolonien bezeichnet). Die Wege in den Anlagen sind meist Privatwege und nicht als öffentliche Wege gewidmet.
| Name                    | PLZ und Lage  | Adresse                                    | Fläche in Hektar | Anzahl Parzellen | Eigentumsform  | Anmerkungen |
| ----------------------- | ------------- | ------------------------------------------ | ---------------- | ---------------- | -------------- | --- |
| KGA Abendrot            | 12109 (Lage)  | Ullsteinstraße 1–51                        | 0009,1           | 00219            | landeseigen    | |
| KGA Alpental            | 12109 (Lage)  | Gradestraße 135–161                        | 0004,7           | 00095            | landeseigen    | zwei Dauerbewohner                                                                                             |
| KGA BLW Am Bahndamm     | 12107 (Lage)  | 30-Meter-Streifen neben der S-Bahn-Strecke | 0000,67          | 00020            | Bahngrundstück | Mariendorfer Teil: südlich vom Teltowkanal. Kolonie wurde 2019 wegen des Ausbaus der Dresdener Bahn aufgelöst. |
| KGA Am Türkenpfuhl      | 12109 (Lage)  | Ingrid-Rabe-Straße/Dardanellenweg          | 0000,8           | 00028            | landeseigen    | |
| KGA An der Rennbahn     | 12107 (Lage)  | Kruckenbergstraße/Hirzerweg 46–58          | 0002,5           | 00071            | landeseigen    | |
| KGA Barnet              | 12107 (Lage)  | Grüntenstraße 26–28                        | 0000,4           | 00010            | landeseigen    | Der Londoner Stadtteil Barnet ist Partnerstadt des Bezirks Tempelhof-Schöneberg.                               |
| KGA Charenton le Pont   | 12109 (Lage)  | Britzer Straße 17–23                       | 0000,6           | 00016            | landeseigen    | Charenton-le-Pont ist Partnerstadt des Bezirks Tempelhof-Schöneberg.                                           |
| KGA Einigkeit           | 12105 (Lage)  | Kurfürstenstraße 88–92                     | 0001,6           | 00048            | landeseigen    | |
| KGA Feierabend          | 12109 (Lage)  | Rixdorfer Straße 42–48                     | 0004,8           | 00120            | landeseigen    | |
| KGA Fröhliche Eintracht | 12109 (Lage)  | Ullsteinstraße 53–63                       | 0005,4           | 00131            | landeseigen    | |
| KGA Gerdsmeyer          | 12107 (Lage)  | Körtingstraße/Hirzerweg                    | 0003,6           | 00100            | landeseigen    | |
| KGA Kaisergarten        | 12105 (Lage)  | Kaiserstraße 22–24 / Küterstraße           | 0000,5           | 00016            | landeseigen    | |
| KGA Kleeblatt           | 12109 (Lage)  | Rixdorfer Straße 41–49                     | 0005,8           | 00130            | landeseigen    | |
| KGA Marienglück         | 12109 (Lage)  | Rixdorfer Straße 41–49                     | 0007,2           | 00173            | privat         | |
| KGA Morgengrauen        | 12109 (Lage)  | Eisenacher Straße 53–55 / Wolfsburger Weg  | 0002,9           | 00080            | landeseigen    | Die Kolonie wurde 2021 wegen eines Schulneubaus geräumt.                                                       |
| KGA Neu-Helgoland       | 12109 (Lage)  | Britzer Straße 24–30                       | 0001,3           | 00032            | landeseigen    | |
| KGA Neuland             | 12107 (Lage)  | Fritz-Werner-Straße                        | 0001,7           | 00051            | privat         | |
| KGA Sandwüste           | 12107 (Lage)  | Dederingstraße 18–24 / Greinerstraße 17    | 0001,1           | 00032            | landeseigen    | |
| KGA Schätzelberge       | 12109 (Lage)  | Ullsteinstraße/Steinhellenweg              | 0003,6           | 00087            | landeseigen    | |
| KGA Südufer             | 12105 (Lage)  | Ringstraße 11–15                           | 0000,4           | 00015            | landeseigen    | |
| KGA Union               | 12105, (Lage) | Kurfürstenstraße 83                        | 0001,4           | 00043            | landeseigen    | |
| KGA Unter-Uns           | 12105 (Lage)  | Kurfürstenstraße 84–86                     | 0002,2           | 00060            | landeseigen    | |
| KGA Wartburg            | 12109, (Lage) | Eisenacher Straße 32/33                    | 0000,9           | 00027            | landeseigen    | |
| KGA Wildwest            | 12105 (Lage)  | Richterstraße 38                           | 0000,5           | 00017            | landeseigen    | |
| KGA Wildspitz           | 12107 (Lage)  | Wildspitzweg 17a                           | 0001,0           | 00026            | privat         | |

### Parks und Grünflächen
- Volkspark Mariendorf[26] (Lage)
  - Sommerbad Mariendorf[27] (Lage)
  - Blümelteich (Lage)
  - Eckernpfuhl (Lage)
  - Kleiner Teich (Lage)
  - Dilgesteich (Lage)

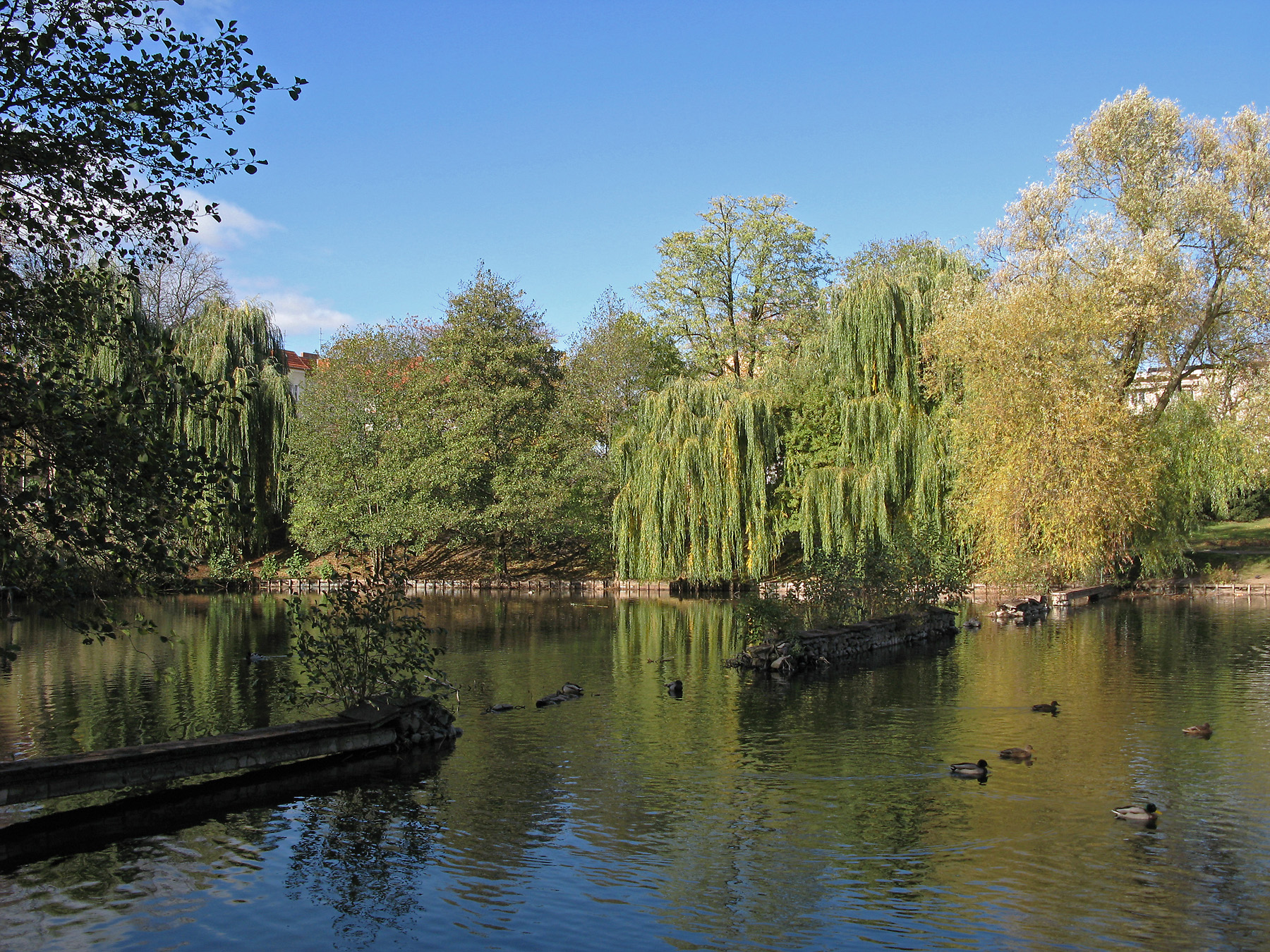
Blümelteich im Volkspark Mariendorf

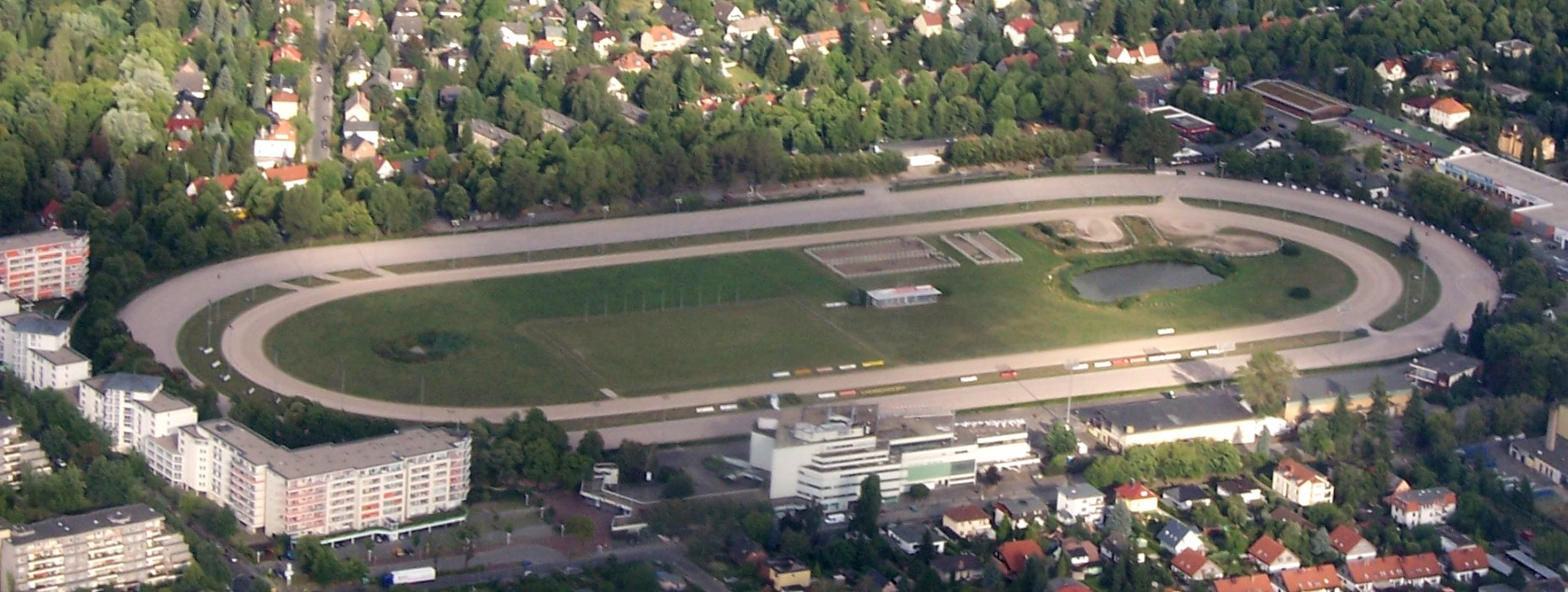
Trabrennbahn Mariendorf

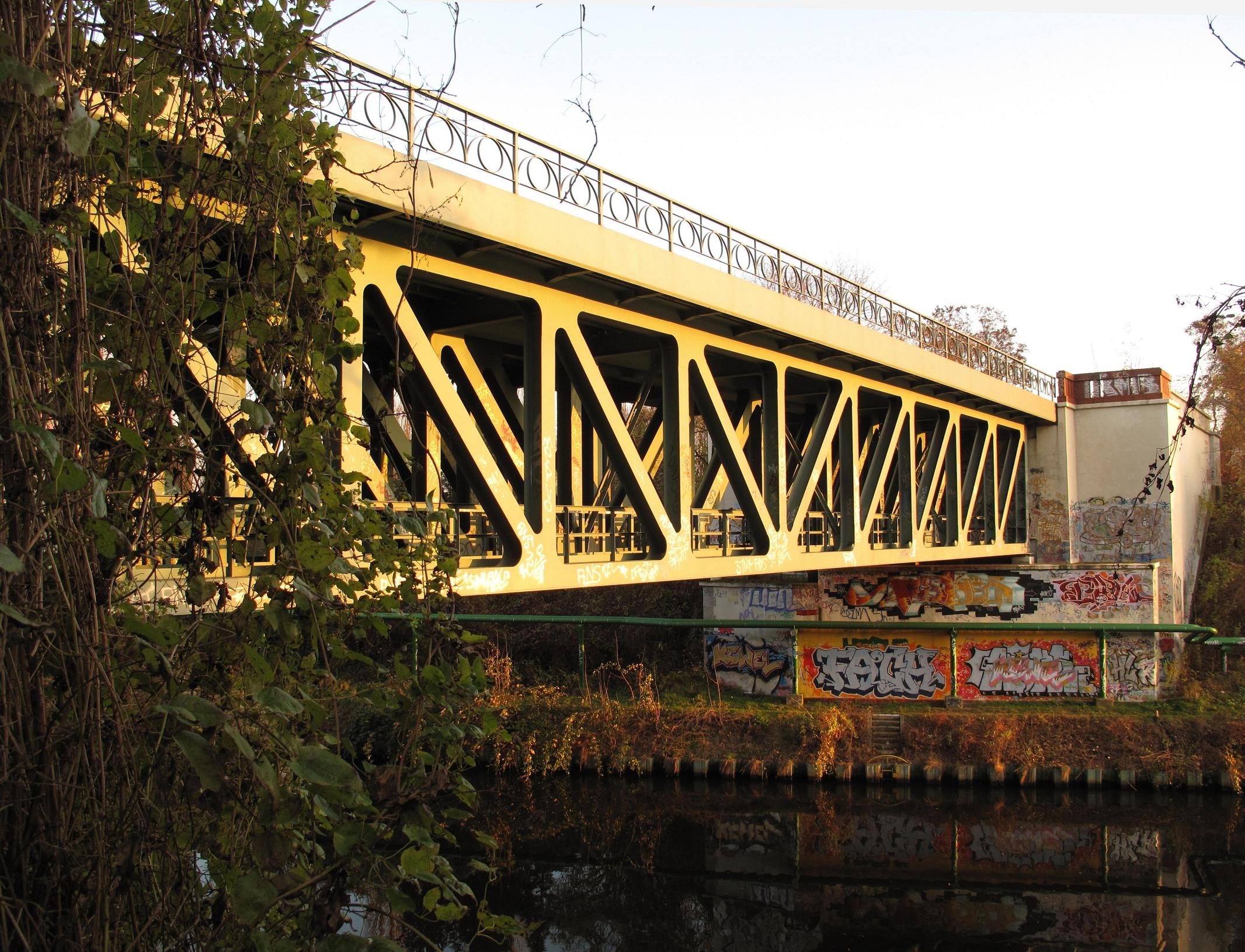
Eisenbahnbrücke der Dresdener Bahn über den Teltowkanal

- Park an der Britzer Straße, im Westen das DRK-Heim[28] (Lage)
  - Karpfenpfuhl (Lage)
  - Kleiner Karpfenpfuhl (Lage)
  - Grüntenteich (Lage)
- Wohnpark an der Martin-Luther-Gedächtniskirche (Lage) mit Plattenbauten der 1960er Jahre
- Britzer Garten (Am Westeingang) (Lage)
- Fried- und Kirchhöfe
  - Heidefriedhof (Lage)
    - Gänsepfuhl (Lage)

  - Heilig-Kreuz-Friedhof (Lage)
  - Dreifaltigkeitsfriedhof (Lage)
  - Kirchhof Mariendorf I (Lage)
  - Kirchhof Mariendorf II (Lage)
  - Kirchhof Mariendorf III (Lage)
  - Christuskirchhof (Lage)
  - Neuer St.-Michael-Friedhof (Lage)

- Weitere Teiche und Pfuhle
  - Juncuspfuhl (Lage)
  - Richterteich (Lage)
  - Rothepfuhl (Lage)
  - Türkenpfuhl (Lage)

### Sonstige Örtlichkeiten
- Trabrennbahn Mariendorf (Lage)
  - Rennbahnteich (Lage)
- Hallen- und Freibad Ankogelweg[29] (Lage)
- Allianz-Stadion (Dr.-Hans-Hess-Stadion) (Lage)
- Hafen Mariendorf (12105, Lage) mit einer Fläche von 60×140 Quadratmetern.

- Industrie- und Brachflächen

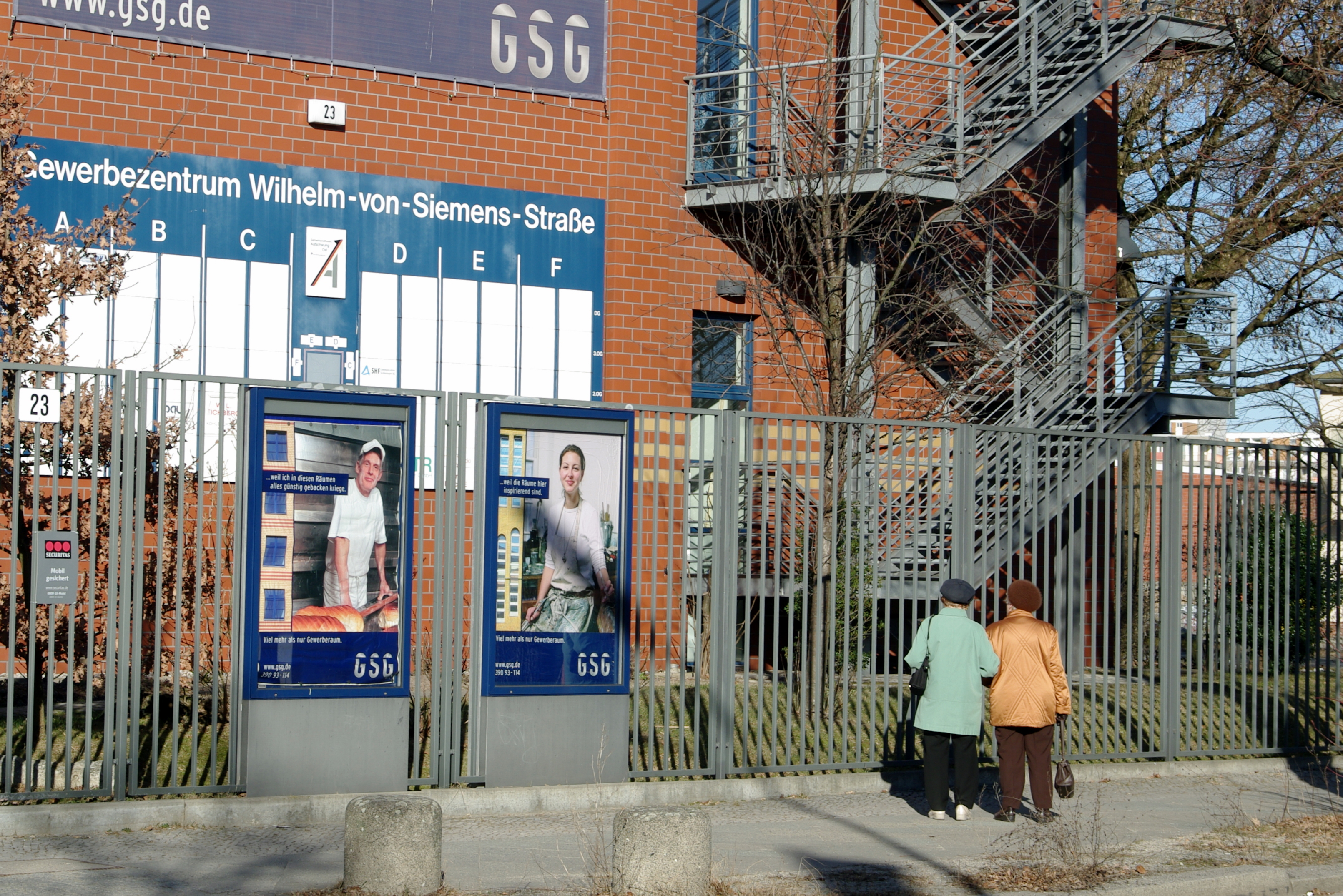
Gewerbezentrum Wilhelm-von-Siemens-Straße

  - Gewerbegebiet zwischen Lankwitzer und Ringstraße (Lage)
  - Gewerbegebiet um die Wilhelm-von-Siemens-Straße (Lage)
  - Gewerbegebiet westlich der Großbeerenstraße (Lage)
- Dresdener Bahn (Lage): Der Bahnkörper liegt zwischen Teltowkanal (Südufer) und (in Höhe) Trachenbergring auf Mariendorfer Flur und bildet mit der Westseite des Bahndamms auf zwei Kilometern Länge die Grenze zu Lankwitz. Die Bahn wird von der Lankwitzer Brücke überquert. In diesem Bereich gibt es keine Bahnhöfe, dennoch haben zwei Bahnhöfe eine wichtige Erschließungsfunktion für das westliche Mariendorf: Der S-Bahnhof Attilastraße hieß von 1895 bis 1992 Mariendorf und liegt heute im Ortsteil Tempelhof, der S-Bahnhof Marienfelde gehört zum Ortsteil Marienfelde. Ein dazwischenliegender neuer Bahnhof mit dem Namen Kamenzer Damm ist an der Lankwitzer Brücke langfristig geplant.